# Mormor og de åtte ungene i skogen
Mormor og de åtte ungene i skogen (română, Bunica cu cei opt copii în pădure) este un film norvegian pentru copii din 1979, regizat de Espen Thorstenson și bazat pe cărțile scrise de Anne Cath. Vestly. Filmul a apărut la doi ani după Mormor og de åtte ungene i byen, regizat tot de Espen Thorstenson. De asemenea, filmele au putut fi găsite și pe canalul NRK.

## Roluri
- Anne-Cath Vestly – Bunica
- Jon Eikemo – Tatăl
- Eli Ryg – Mama
- Inger Johanne Byhring – Maren
- Svend Skjønsberg – Martin
- Siri Stonex – Marte
- – Mads
- Charlotte Borgersen – Mona
- Inger Lise Nilsen – Milly
- Karen Olsen – Mina
- Grim Snorre Langen – Morten cel tânăr
- Kari Simonsen – Hulda Nedenunder
- Nils Sletta – Henrik